# Groupe PP Holding
Die Groupe PP Holding SA (PP steht für Pharmacie Principale) mit Sitz in Genf ist eine im Gesundheitsbereich tätige Schweizer Unternehmensgruppe. Sie befindet sich in dritter Generation im Besitz der Gründerfamilien und umfasst sieben Tochtergesellschaften, darunter die Marktführerin in der Schweizer Augenoptik, Visilab SA. Die Group PP Holding beschäftigt um die 1'000 Mitarbeiter und erzielt einen Jahresumsatz von über 230 Millionen Schweizer Franken.

## Tätigkeitsgebiet
Die Unternehmensgruppe ist über ihre Tochtergesellschaften in verschiedenen Gesundheitsbereichen tätig, so mit der Apotheken-Kette Pharmacie Principale im Medikamentenverkauf, mit der Augenoptiker-Kette Visilab in der Augenoptik, mit Audilab in der Hörgeräteakustik, mit dem Reiseanbieter Destinations Santé im Bereich Wellness und Gesundheitsferien, mit Pharmap im Verkauf von medizinischen Einrichtungen und Hilfsmitteln, mit der Management Care in der kollektiven Krankenversicherung sowie mit Life Store im Engineering für Apotheken.

## Geschichte
Das Unternehmen wurde am 17. Januar 1912 von Henri, Victor und Albert de Toledo und deren Cousin Salomon „Sam“ Mori in Genf unter dem Namen Pharmacie Principale als Kollektivgesellschaft gegründet, nachdem Victor de Toledo bereits 1907 seine eigene Apotheke, die Pharmacie du Park, eröffnet hatte und Marc de Toledo seit 1899 eine Apotheke in Paris betrieb. Die Familien de Toledo und Mori sind jüdisch-sephardischer Herkunft und wanderten aus Andrinopol (Edirne) im damaligen Osmanischen Reich über Frankreich in die Schweiz ein. Als langjährige Mitglieder der Alliance Israélite Universelle waren sie weitgehend französisch assimiliert, die de Toledo waren aber auch wiedereingebürgerte spanische Staatsangehörige, sie wurden 1910 in Genf eingebürgert. Im März 1918 erfolgte die Umwandlung in eine Aktiengesellschaft. Das Unternehmen entwickelte sich zur Apotheken-Kette mit eigener Grossproduktion und betrieb bis 1952 einen umfangreichen Versandhandel. 1923 expandierten die Brüder mit der damaligen Marke Victory in Fotofilme und Fotolabors. 1925 entstand der Bereich Optik, aus dem später Visilab hervorgehen sollte, zunächst mit Sonnenbrillen und ab 1928 auch mit Korrekturbrillen. 1934 wurde das 1914 in Poitiers patentierte Kopfschmerzenpulfer Kafa erworben und nach dem Aufkauf ähnlich klingender Marken (Kefol, Kasa) für die Pharmacie Principale zum Kassenschlager. Ebenso stark entwickelte sich der Absatz des Stärkungsmittels Tonique Tolédo. Am 11. Januar 1932 wurde im nahen Annemasse, jenseits der Schweizer Grenze, eine französische Tochtergesellschaft gegründet, in die später die 1936 aufgekaufte Firma Laboratoire Moser integriert wurde, welche hauptsächlich für ihr Produkt Maltea Moser bekannt war. Direktor der Produktionslabors war um 1936 Simon Zivian. Unter den Bedingungen der sogenannten Kriegswirtschaft entstand am 27. Oktober 1941 die Tochtergesellschaft Laboratoires Médial S.A. für die Herstellung von Impfstoffen. Weitere Tochtergesellschaften waren Jef S.A. und Cospar S.A. für den Grosshandel.